# Heilig Kreuz (Zürich-Altstetten)

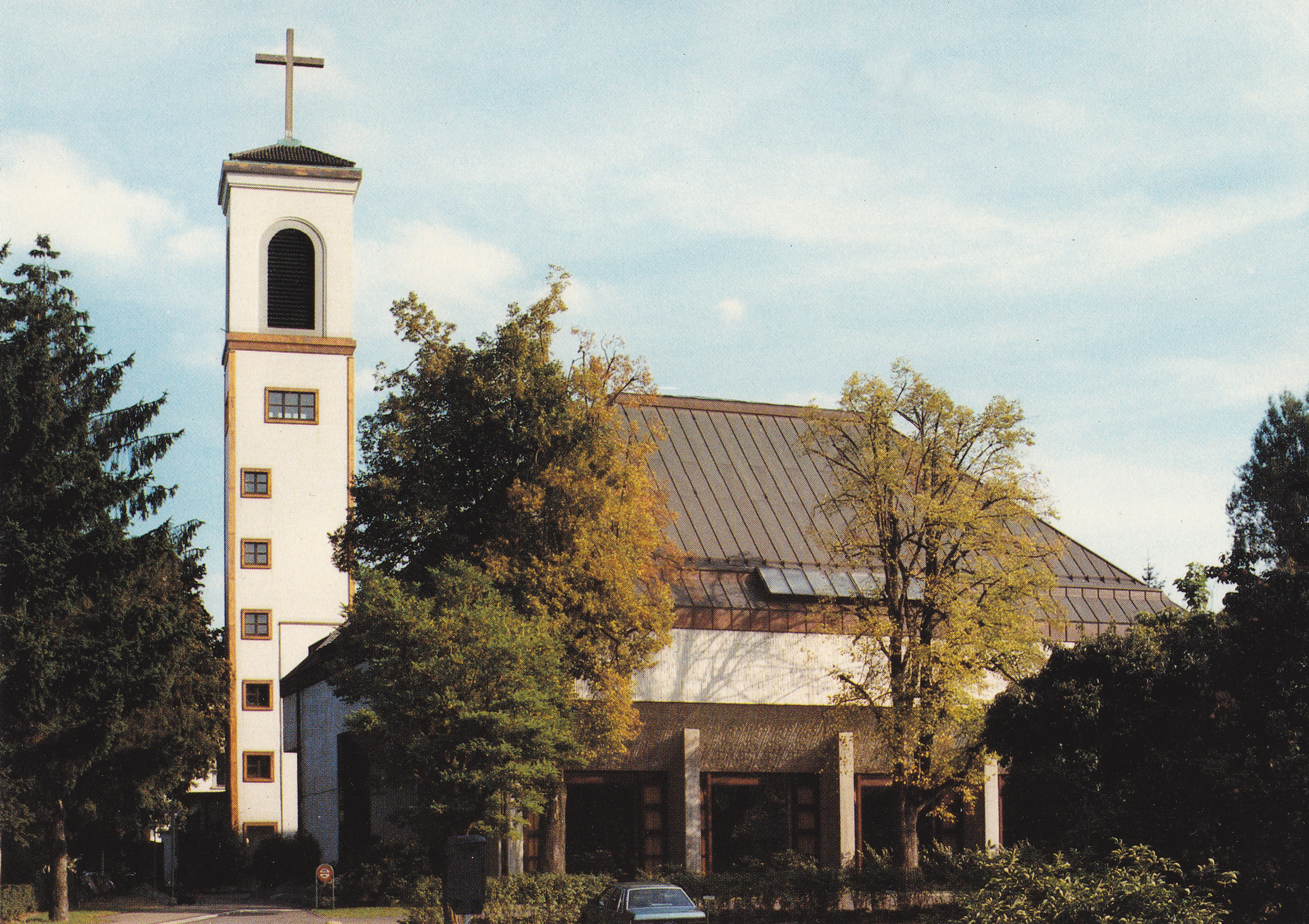
Heilig-Kreuz-Kirche Zürich-Altstetten, Aussenansicht

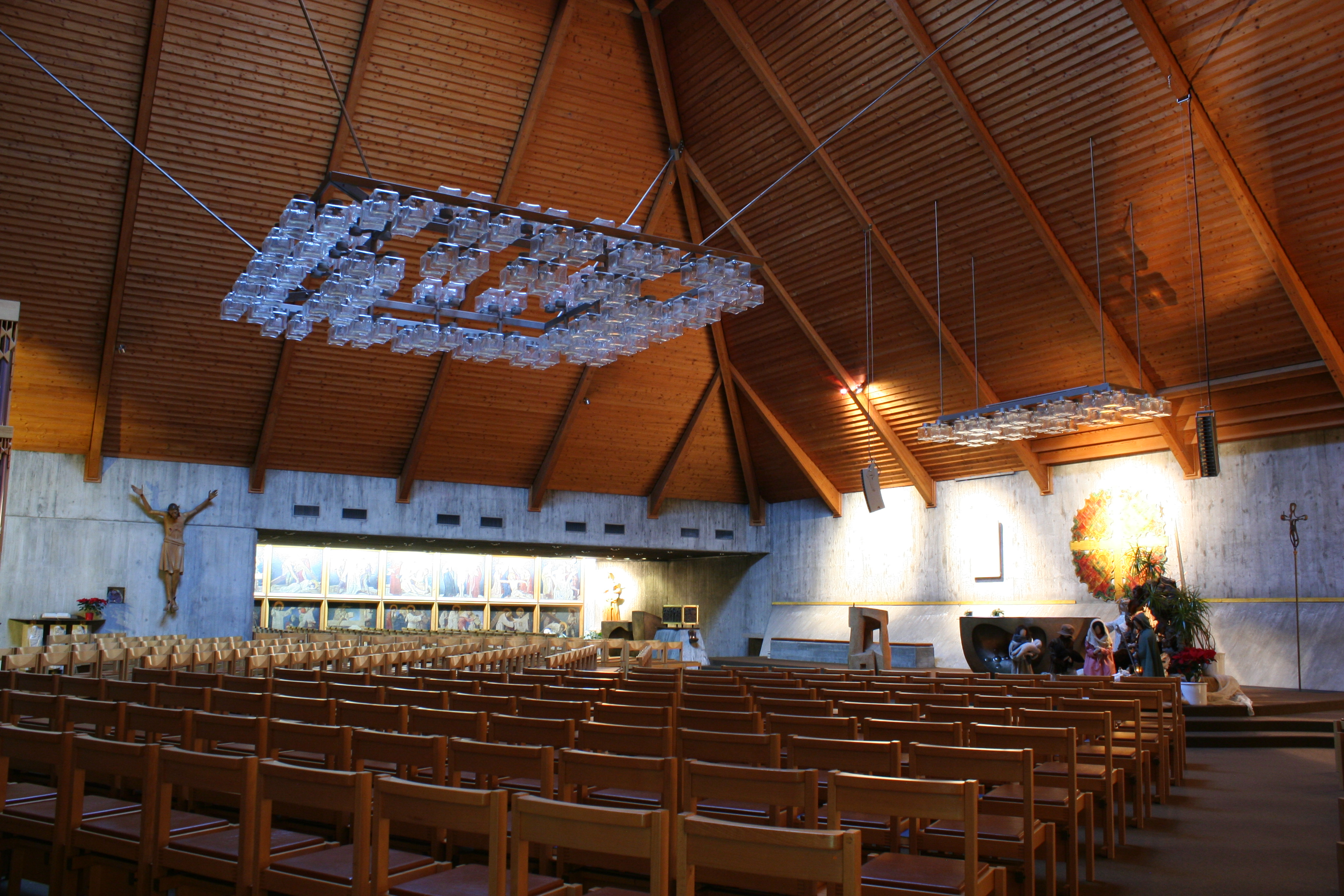
Innenansicht

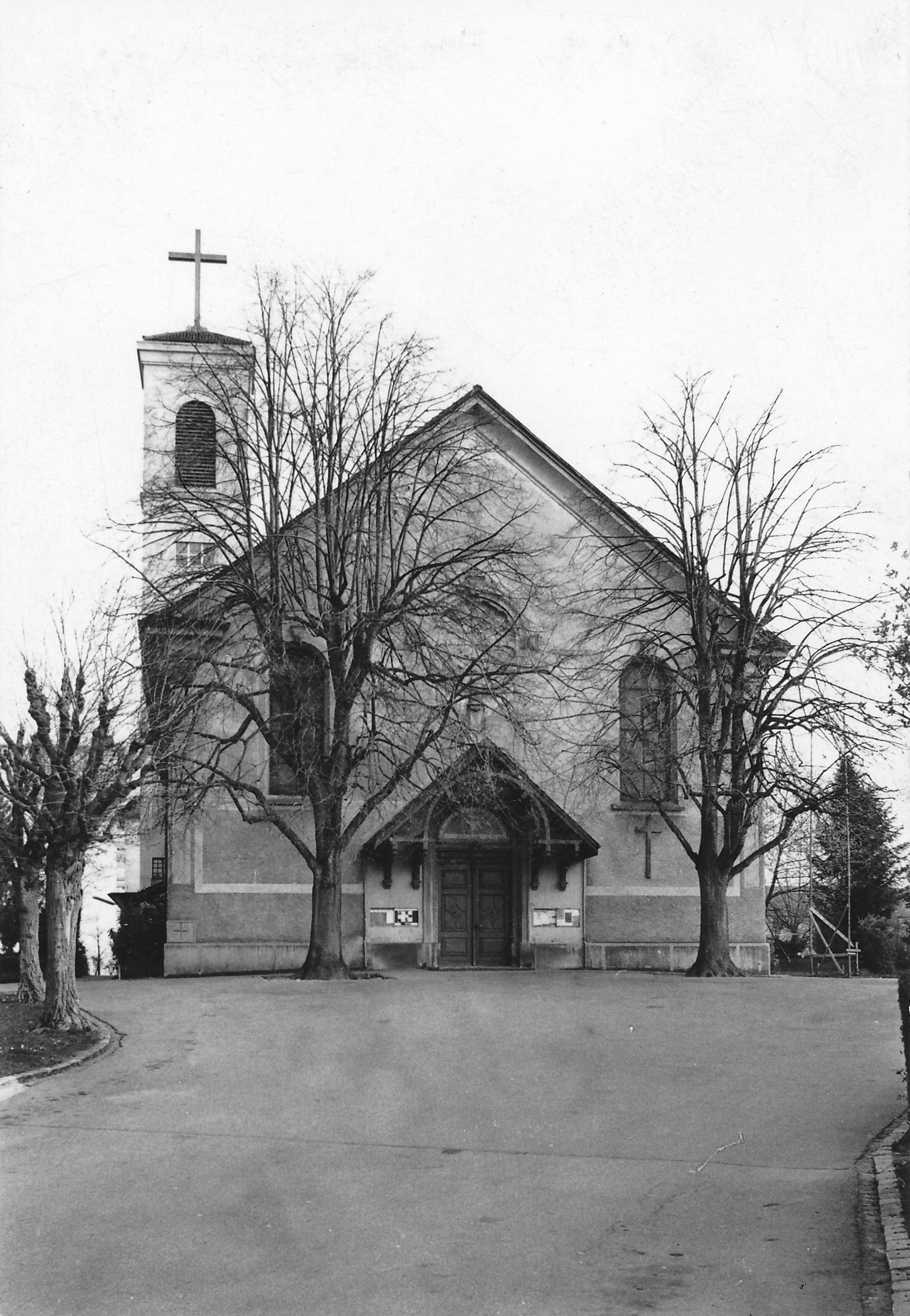
Erste Kirche Heilig Kreuz, Bauzustand 1937–1977

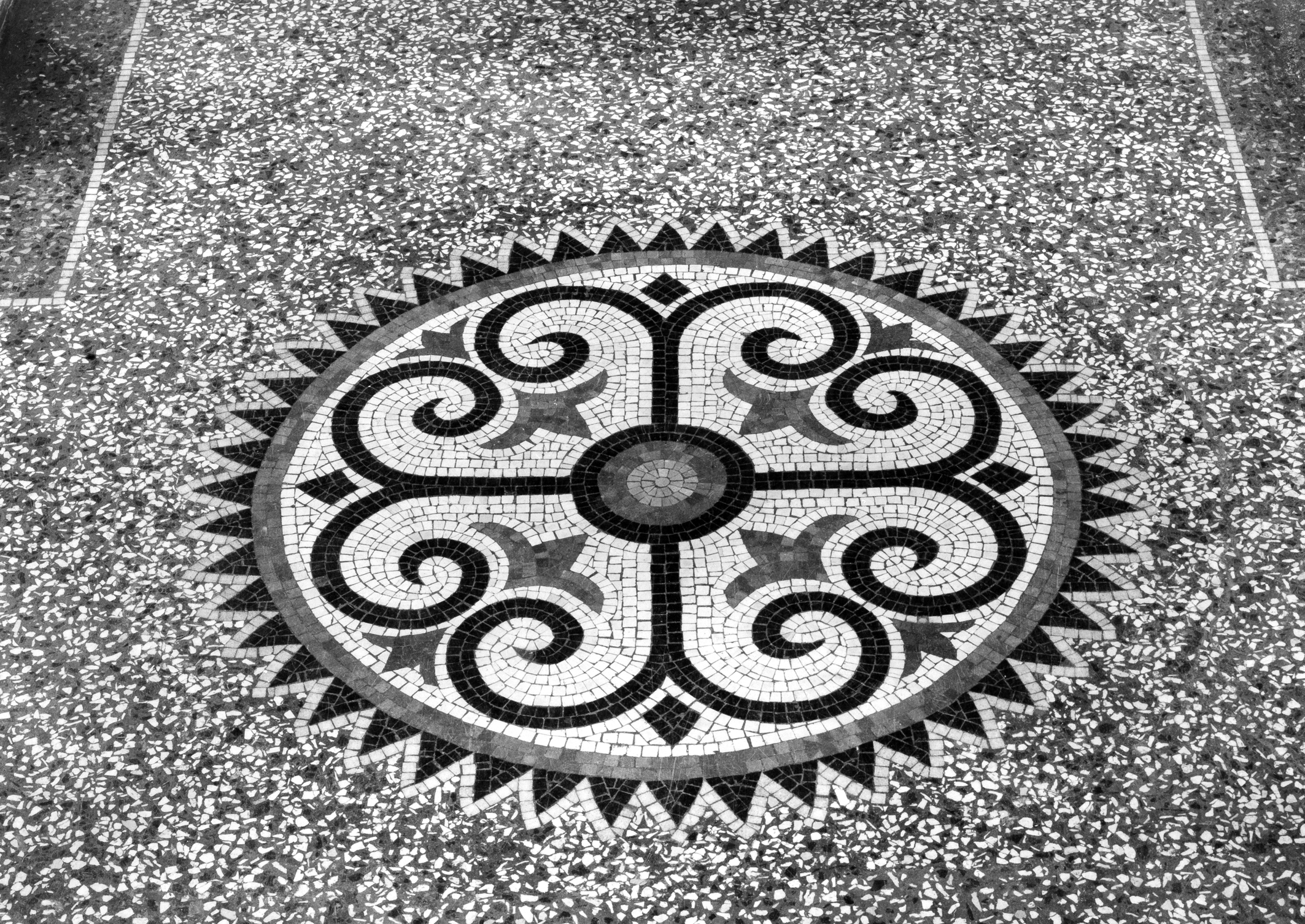
Bodenmosaik in erster Kirche

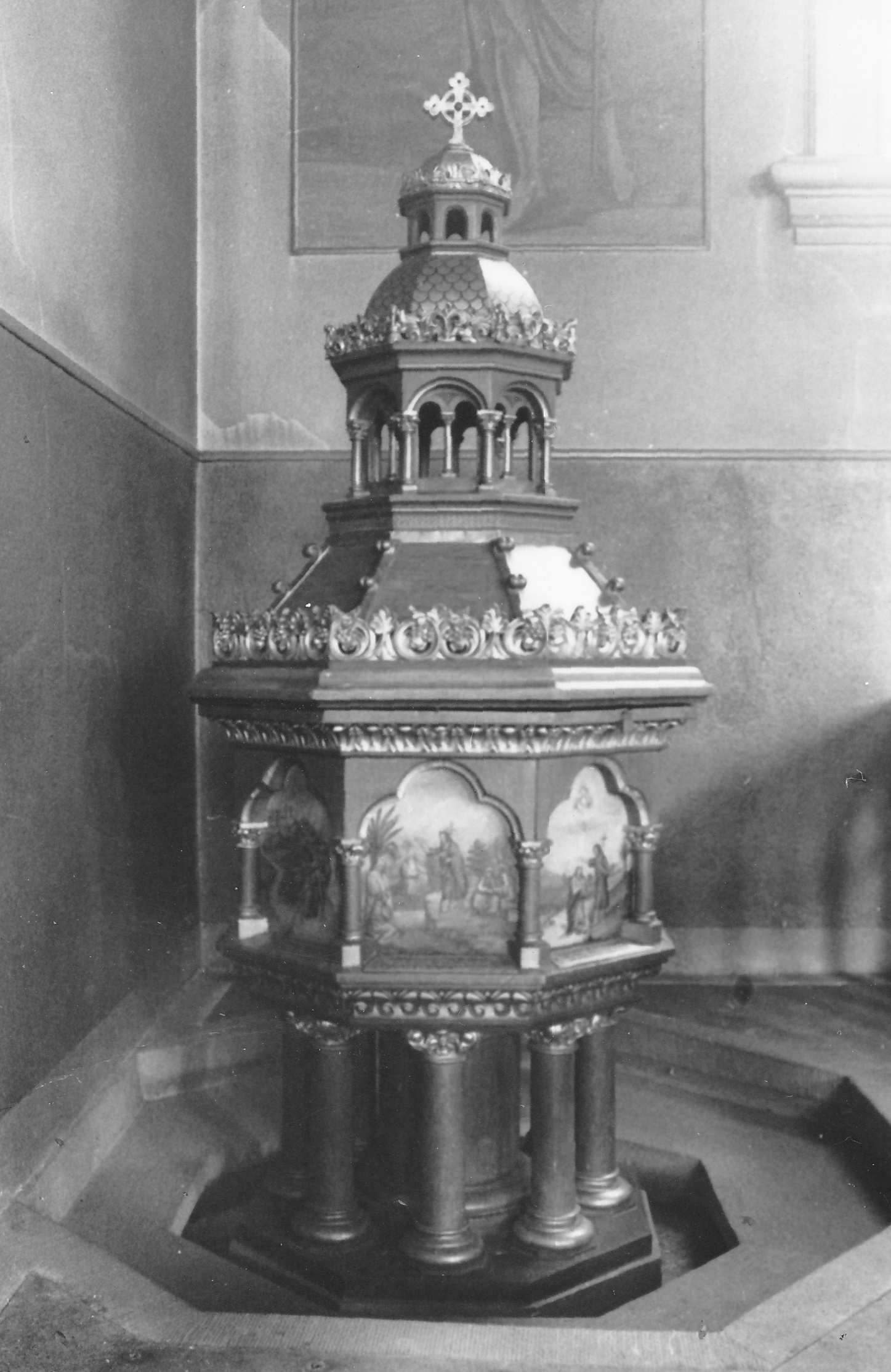
Taufstein in alter Kirche

Die Kirche Heilig Kreuz ist die römisch-katholische Pfarrkirche des Stadtzürcher Quartiers Altstetten. Sie befindet sich an der Saumackerstrasse 83 in der Nähe des Lindenplatzes.

## Geschichte
Die Pfarrei Heilig Kreuz ist eine Tochterpfarrei von St. Peter und Paul (Zürich), welche 1874 als erste römisch-katholische Kirche in der Stadt Zürich nach der Reformation im Jahr 1523 und der Abspaltung von der christkatholischen Kirche 1871 errichtet wurde. Da das Pfarrgebiet von St. Peter und Paul über die Stadtgrenzen Zürichs hinaus reichte und sehr groß war, wurden etliche Töchterpfarreien gegründet, darunter auch die Pfarrei Heilig Kreuz. Dies geschah im Jahr 1900 zeitgleich mit der Errichtung des ersten Kirchengebäudes auf dem Areal der heutigen Kirche, welches ohne Architekt von technisch erfahrenen Handwerkern erbaut wurde.
Der damalige Bischof von Chur, Johannes Fidelis Battaglia erhob im Jahr 1900 die Gemeinde von Altstetten zur Pfarrei und trennte sie von der Mutterpfarrei St. Peter und Paul ab. Damals gehörten zur Pfarrei Heilig Kreuz über Altstetten hinaus noch weitere Orte: Albisrieden, Höngg, Ober- und Unterengstringen, Weiningen, Schlieren, Urdorf, Uitikon und Birmensdorf. Ab 1924 wurden im Verlauf der nächsten vierzig Jahre diese Orte von der Pfarrei Heilig-Kreuz abgelöst und zu eigenständigen Pfarreien ernannt.
Da Altstetten nach der Eingemeindung 1934 als Zürcher Quartier eine starke Bevölkerungsentwicklung erlebte, wuchs auch die Pfarrei Heilig-Kreuz; sie ist mit 9'495 Mitgliedern (Stand 2021) die grösste römisch-katholische Pfarrei der Stadt Zürich. Deshalb wurde die erste Kirche nach dem Zweiten Weltkrieg zu klein und durch einen zwischen 1977 und 1979 errichteten Neubau des Architekten Dezsö Ercsi ersetzt.

## Die erste Kirche Heilig Kreuz
Im Jahr 1900 wurde die erste Kirche Heilig Kreuz in Altstetten erbaut. Es handelte sich hierbei um eine Kirche, welche in der Tradition der spätklassizistischen Baukunst erbaut worden war. Wie die Kirche Herz Jesu (Zürich-Oerlikon) lag diese Kirche in der Zeit ihrer Erbauung in einer Grünzone und wurde erst im Lauf des 20. Jahrhunderts von weiteren Gebäuden umbaut. Ein Architekt dieser ersten Kirche ist nicht bekannt, weshalb angenommen wird, dass diese Kirche ein "Teamwork anonym gebliebener Meister" sei. Diese erste Kirche Heilig-Kreuz besass zunächst einen Dachreiter, in dem sich zwei Glocken befanden. Der Innenraum bestand aus einem Saal, der von einer breiten Segmenttonne eingewölbt wurde. Das fünfseitige Chor war eingezogen. Die Orgel dieser ersten Heilig-Kreuz-Kirche war eine pneumatische Orgel im spätromantischen Stil des Orgelbauers Späth aus Rapperswil SG. Im Jahr 1937 wurde nach der Errichtung des heutigen Kirchturms der Dachreiter der Kirche abgetragen. Als durch den Bauboom in Altstetten die Pfarrei stetig wuchs, wurde die in die Jahre gekommene Kirche zu klein; zudem benötigte die Pfarrei weitere Säle und Räume, sodass man sich in den 1970er Jahren entschied, diese erste Kirche abzutragen und durch einen Neubau samt Sälen und weiteren Räumlichkeiten zu ersetzen.

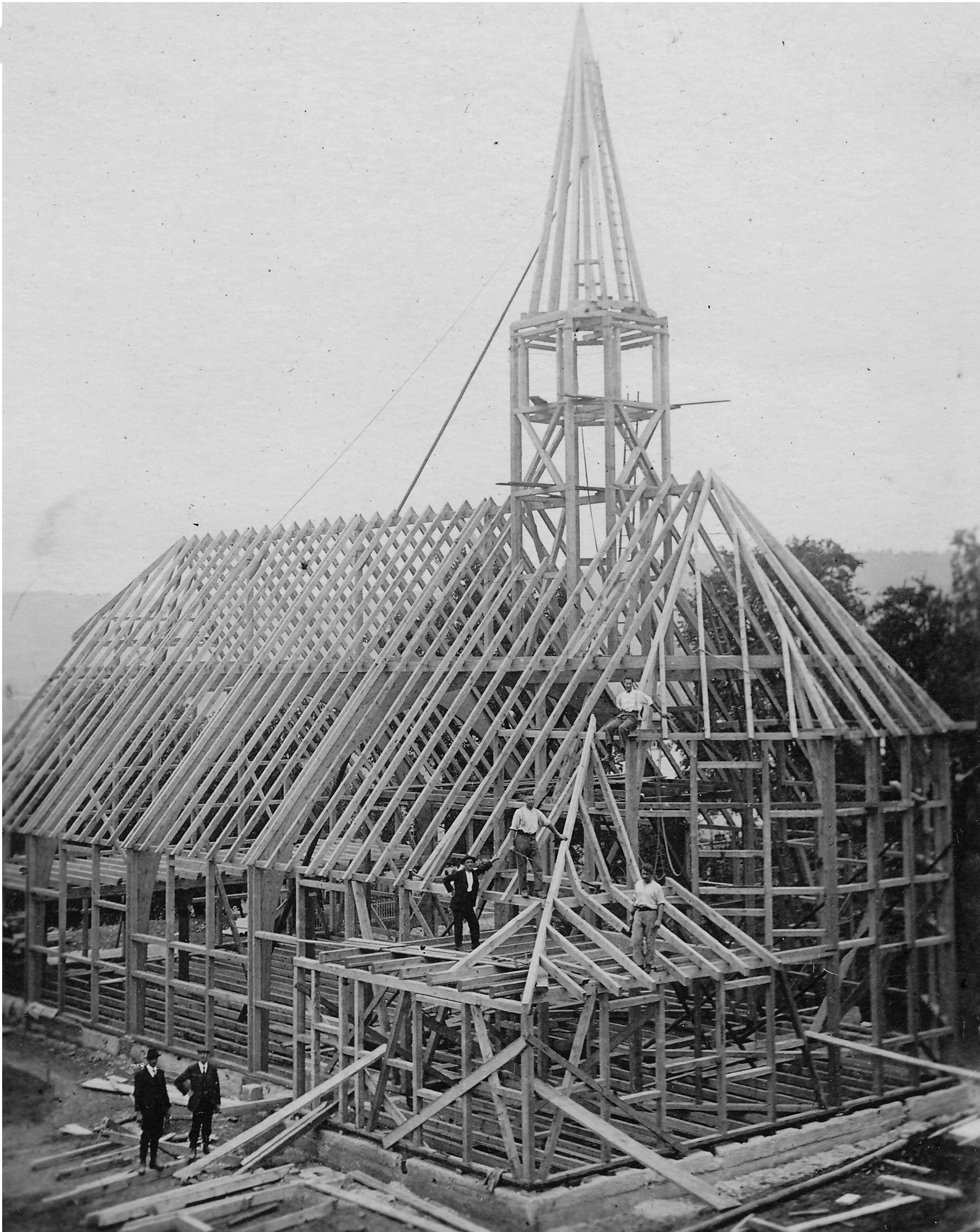
Die erste Kirche Heilig Kreuz im Rohbau um 1900
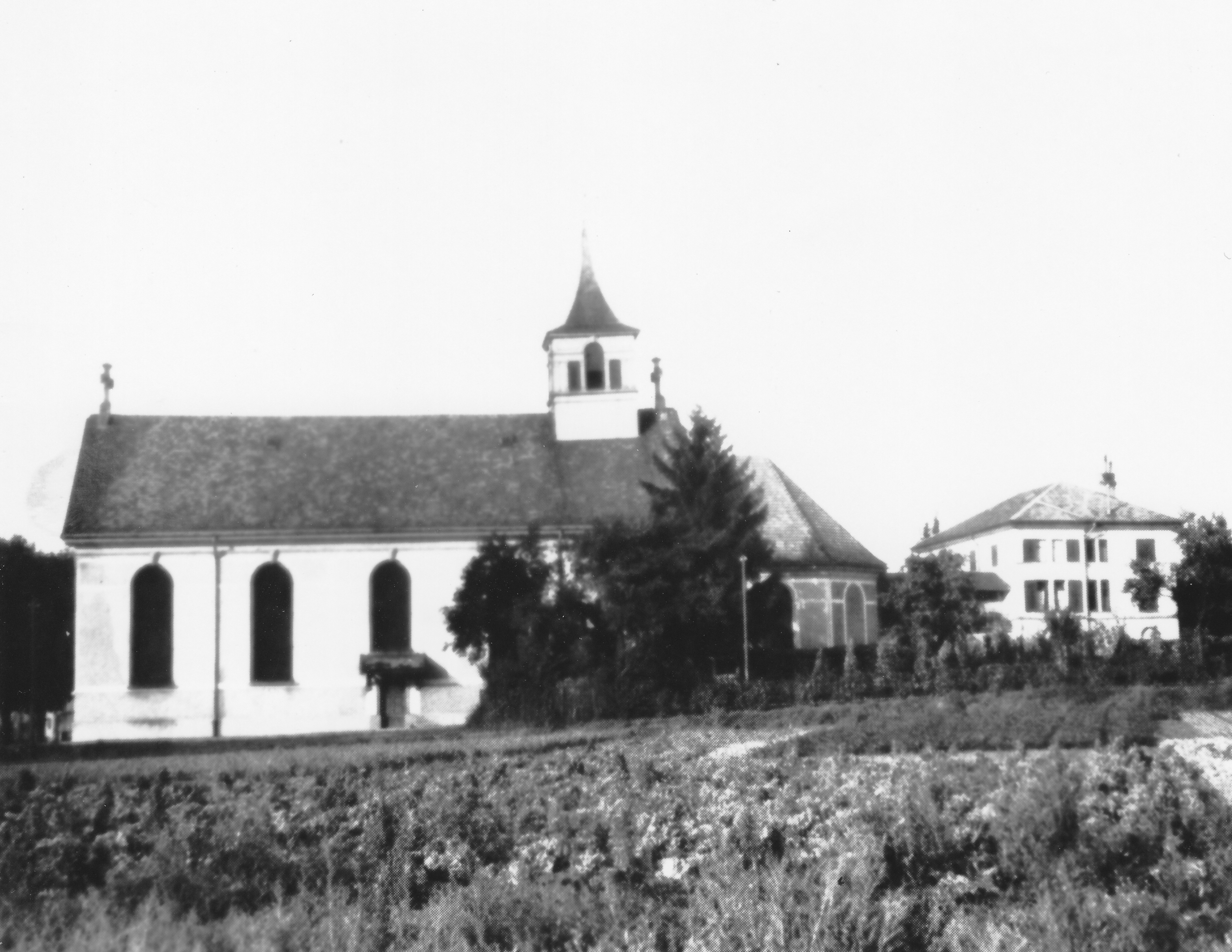
Die erste Kirche mit Dachreiter nach 1900
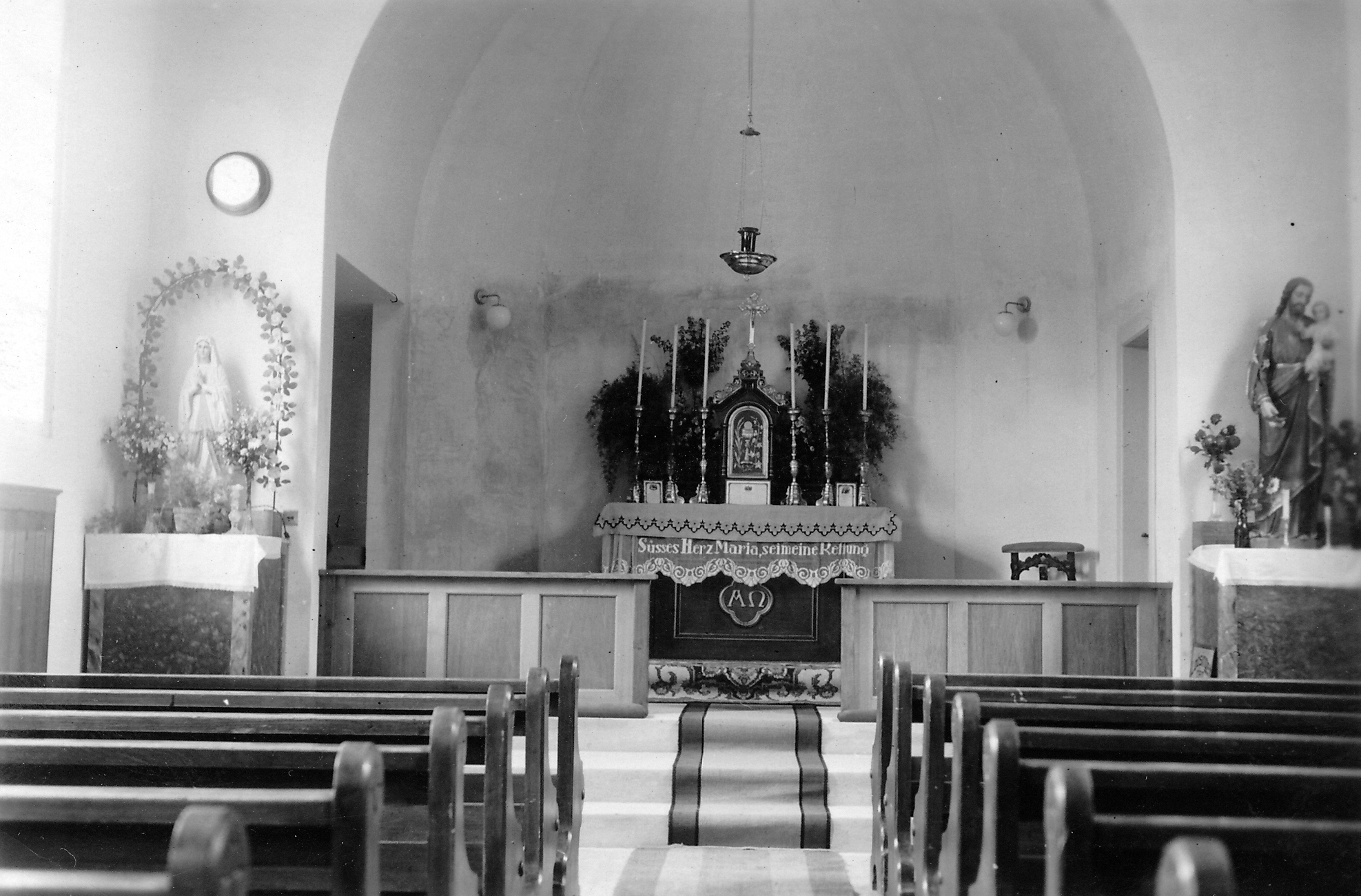
Innenansicht der Kirche nach 1900
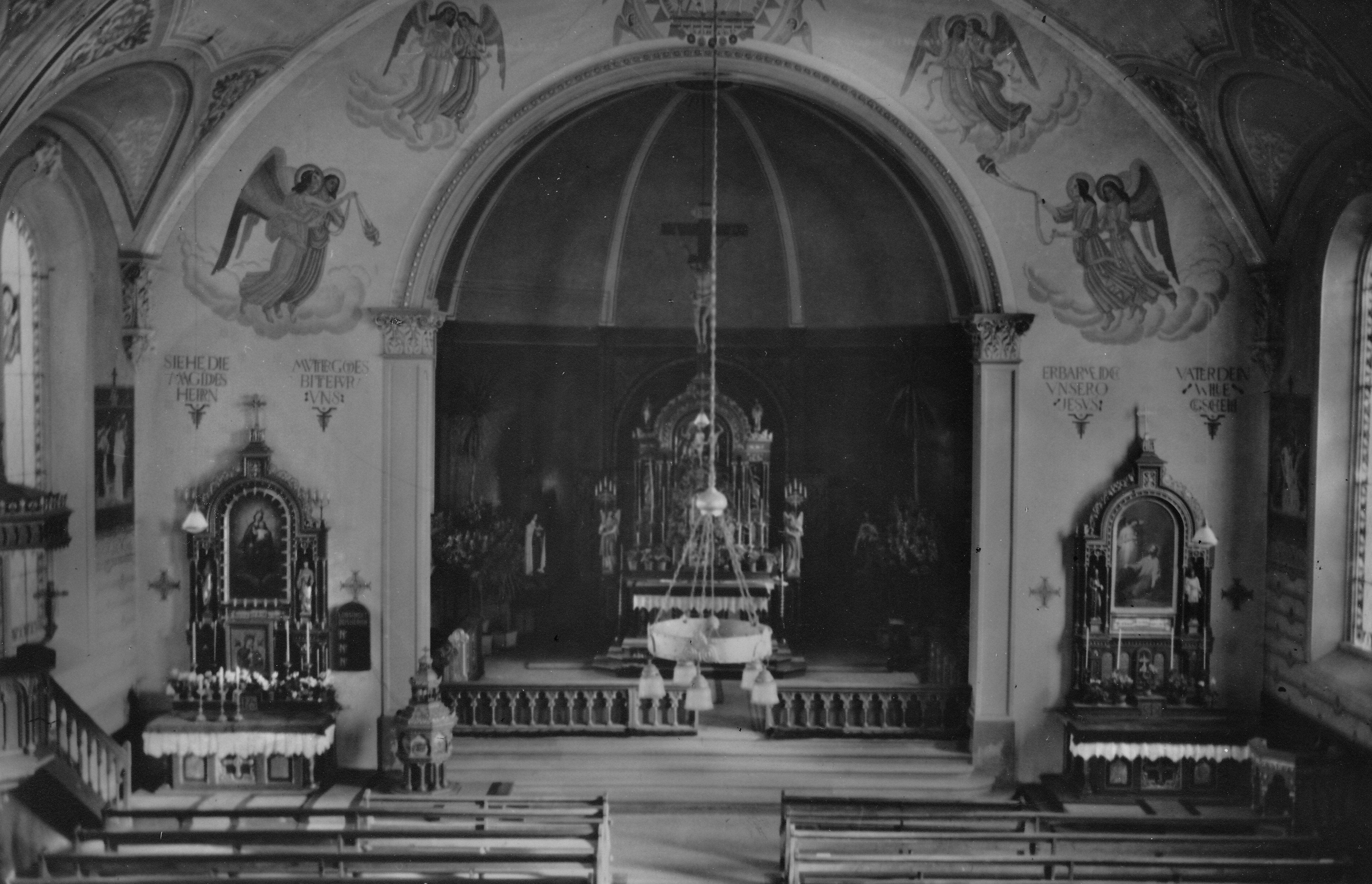
Innenansicht um 1930
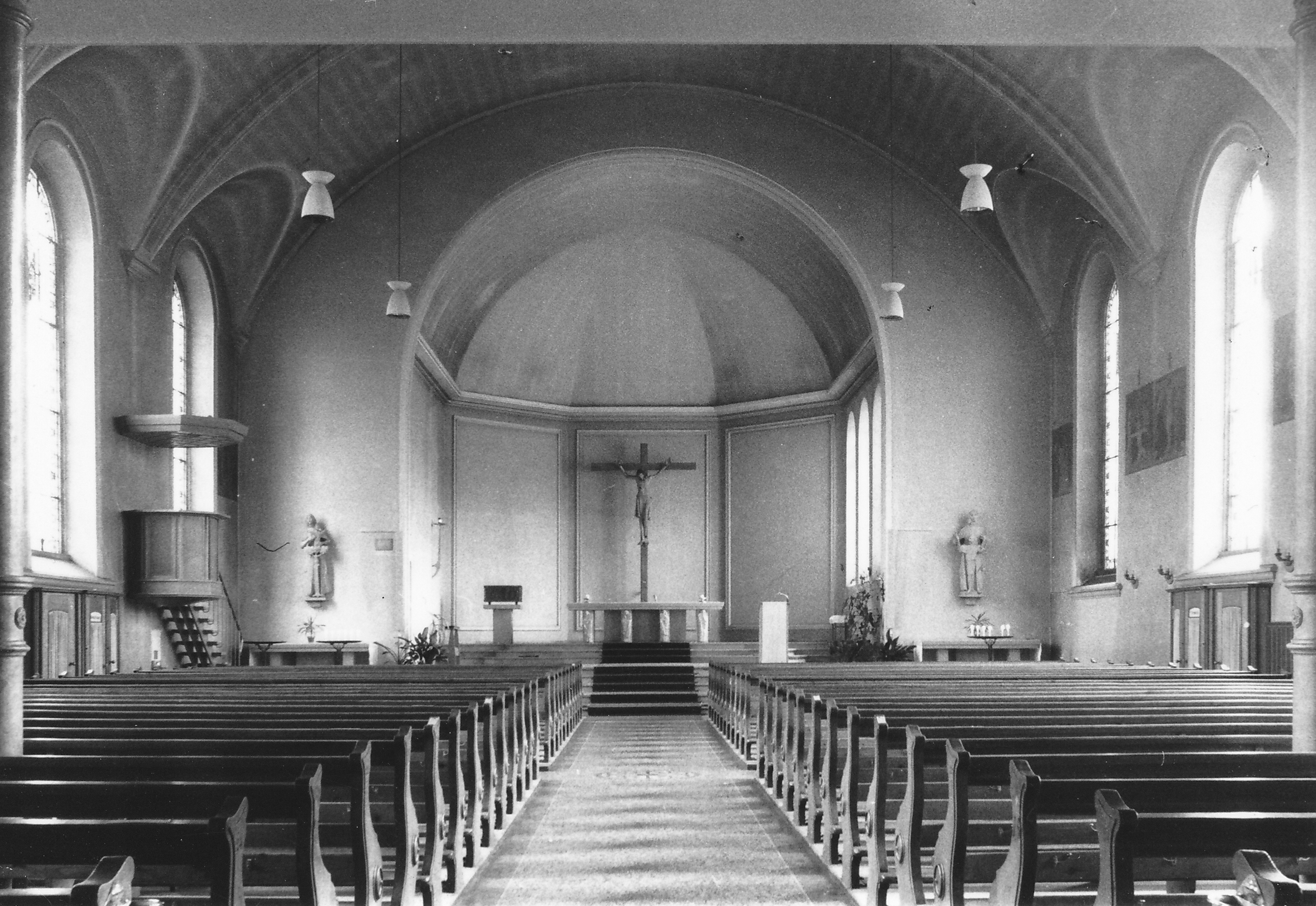
Innenansicht nach 1957

## Kirchturm und Glocken

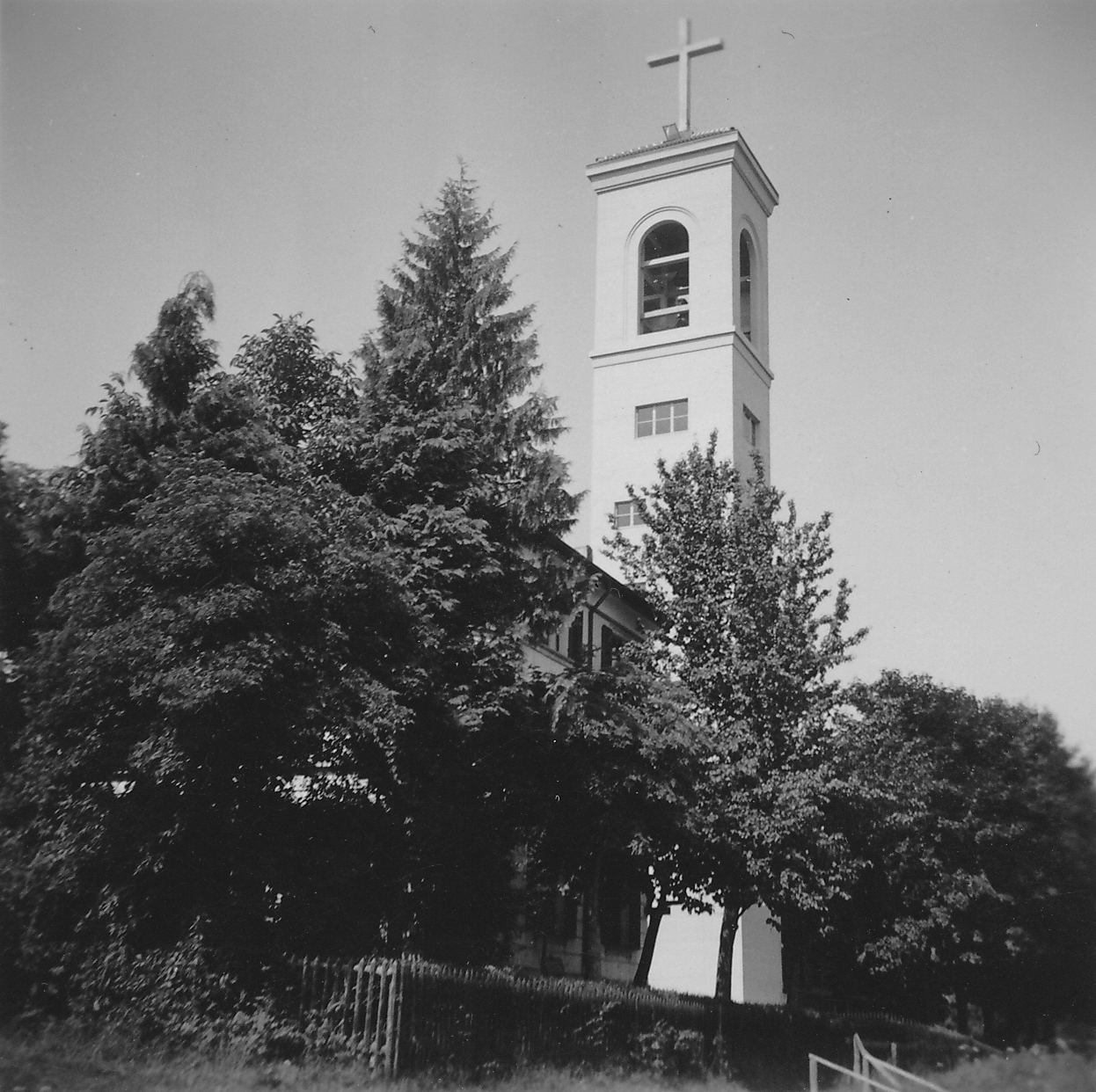
Neu erbauter Kirchturm um 1937

Im Dachreiter der ersten Kirche aus dem Jahr 1900 befanden sich zwei Glocken, welche ein Geschenk des Priesterseminars St. Luzi in Chur gewesen waren.
Als im Jahr 1937 der heutige Kirchturm erstellt wurde und der Dachreiter der Kirche überflüssig geworden war, hängte man diese ersten beiden Glocken der Kirche Heilig-Kreuz in den neuen Kirchturm. Nach dem Neubau der Kirche 1979 wurde der Glockenturm saniert; dabei ersetzte man die beiden alten Glocken durch vier neue, welche von H. Rüetschi, Aarau gegossen wurden:
| Nummer | Gewicht | Ton  | Widmung            |
| ------ | ------- | ---- | ------------------ |
| 1      | 1750 kg | des1 | Hl. Josef          |
| 2      | 930 kg  | f1   | Muttergottes Maria |
| 3      | 649 kg  | as1  | Hl. Bruder Klaus   |
| 4      | 395 kg  | b1   | Hl. Titus          |

Im Jahr 2001 wurde der Kirchturm erneut saniert, diesmal durch die Architektin Marianne Unternährer Pickard. Im Gegensatz zum Vereinshaus, welches 1997 bis 1998 durch einen Neubau ersetzt wurde, und zum Pfarrhaus, welches 2014 einem Neubau wich, blieb der 48 Meter hohe Kirchturm stets bestehen und prägt die Aussengestaltung des Gebäude-Ensembles. Am Fuss des Kirchturms steht noch heute eine der beiden ursprünglichen Glocken.

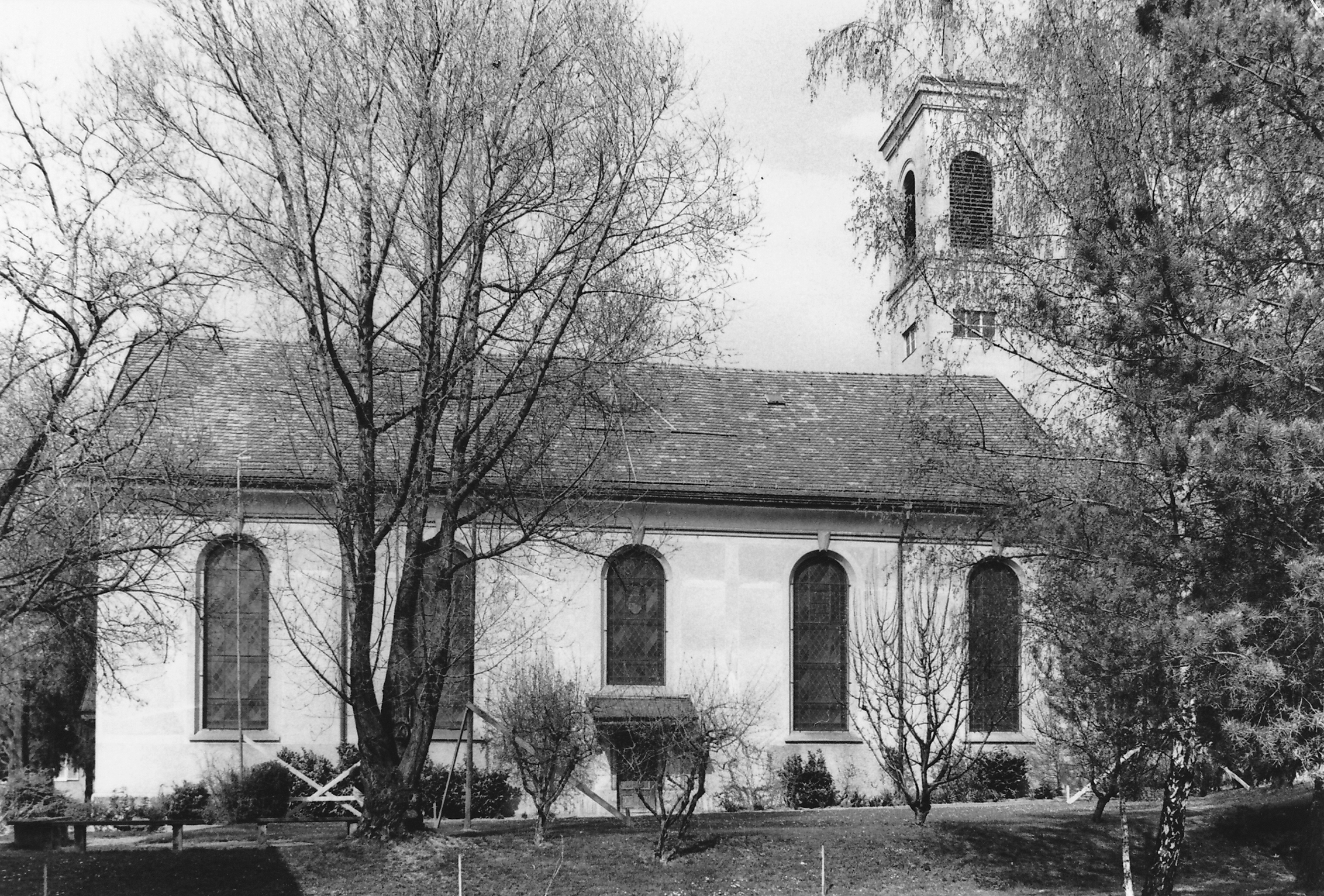
Kirchturm mit alter Kirche vor 1977
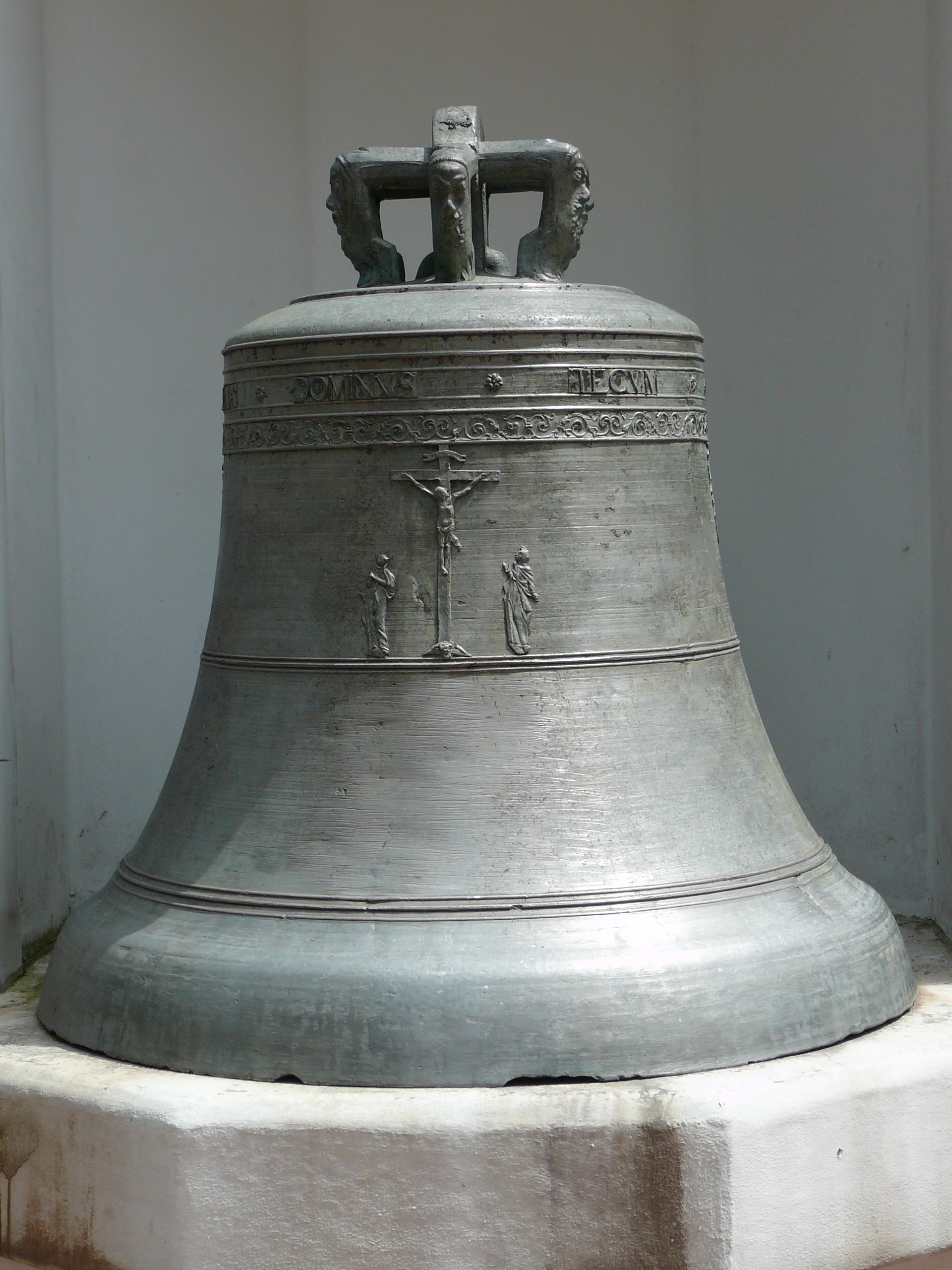
Alte Glocke am Fuss des Kirchturms 2013
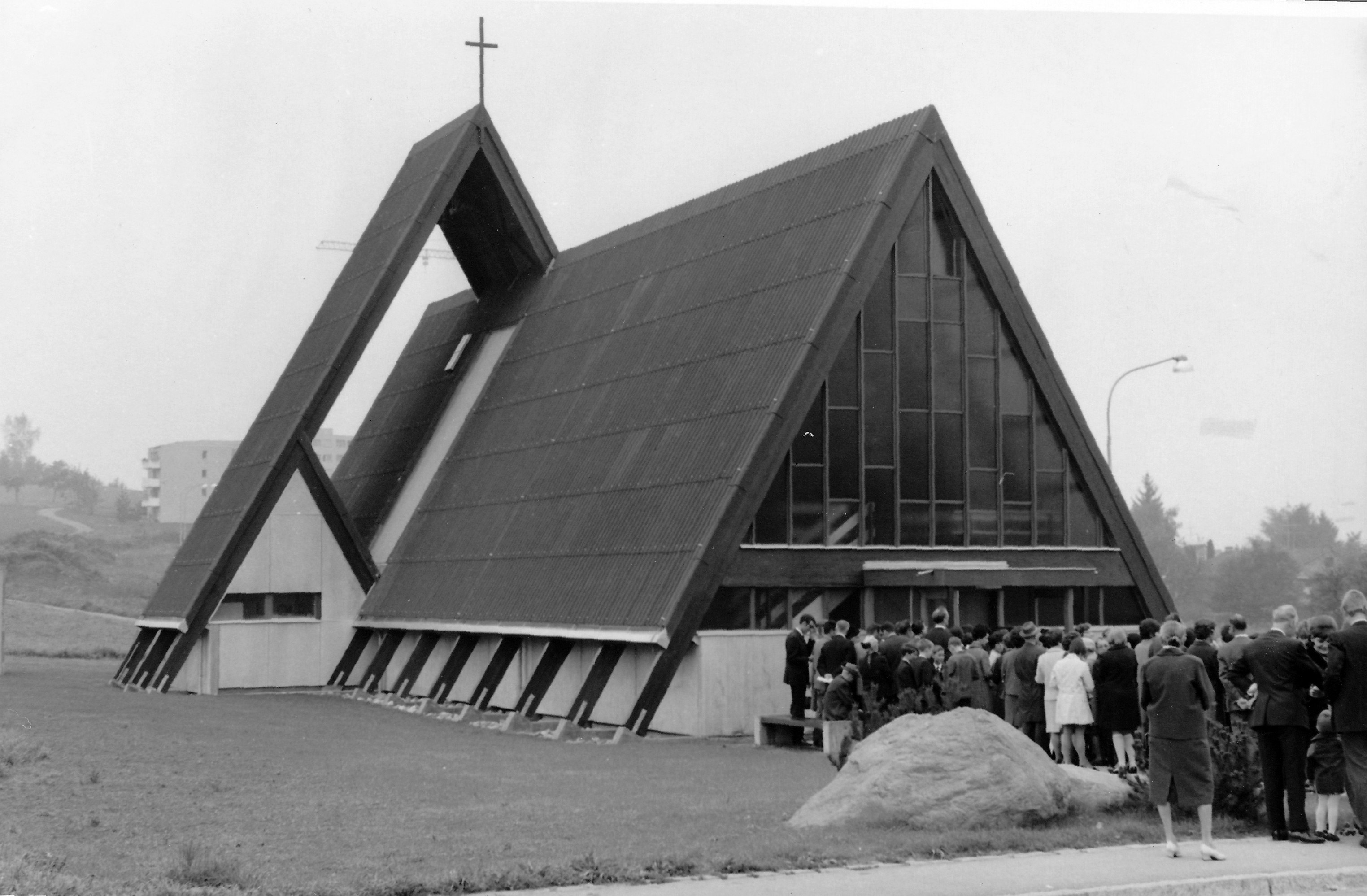
Die Tituskirche 1977–1981
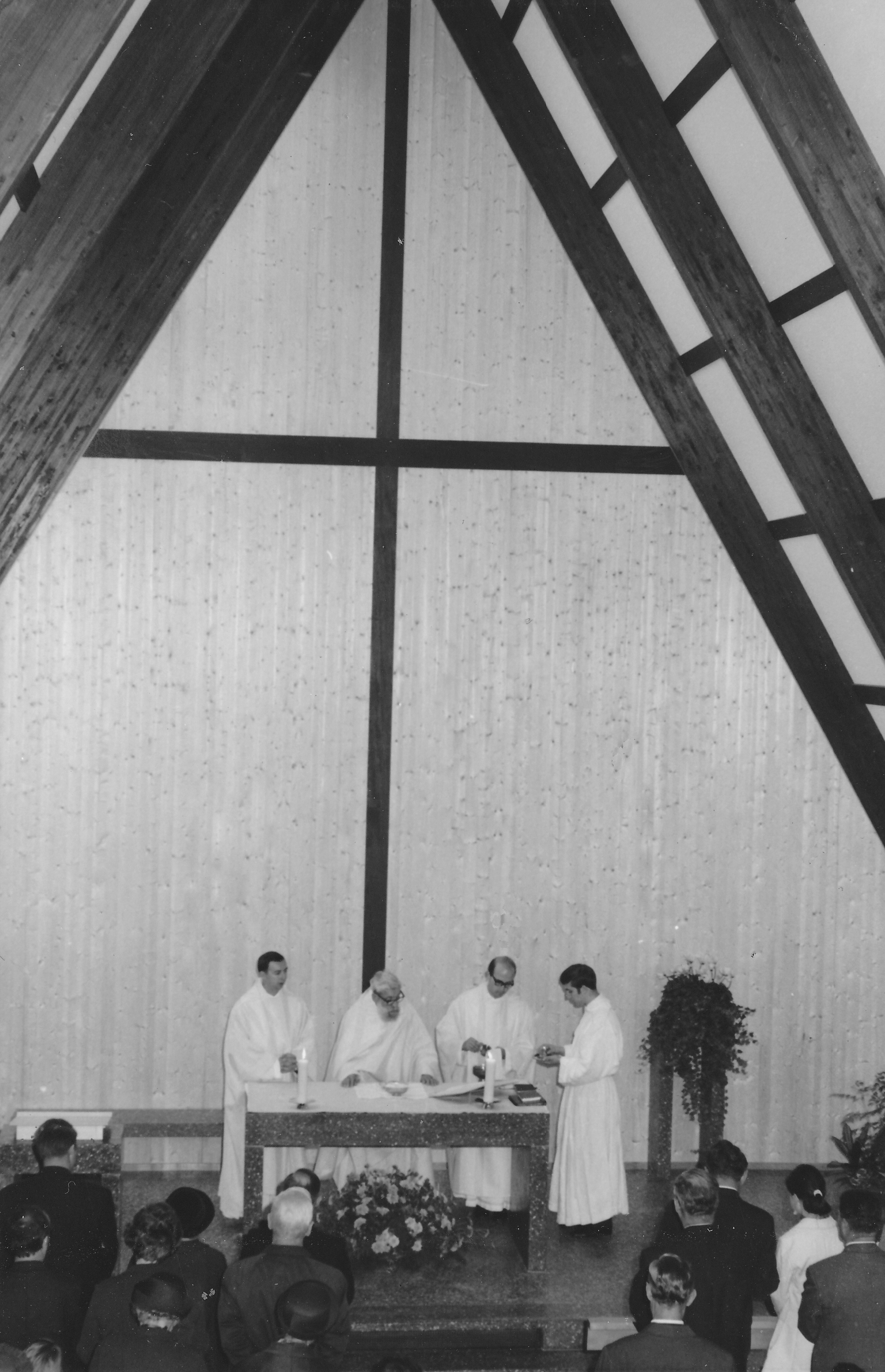
Innenansicht der Tituskirche

## Die Tituskirche
Für die Zeit zwischen dem Abbruch der ersten Kirche Heilig Kreuz und Fertigstellung der neuen Kirche Heilig Kreuz erstellte die katholische Pfarrei im Westen des Quartiers Altstetten im Gebiet Im Suteracher eine sogenannte Fastenopferkirche. Es handelte sich dabei um eine Notkirche, die baugleich wie die Kirchen Bruder Klaus Volketswil, St. Franziskus Bassersdorf sowie die grösser dimensionierte Kirche Hl. Geist Wetzikon war. Die Kirche wurde dem Hl. Titus geweiht und diente als Ausweichkirche zwischen 1977 und 1979. Im Jahr 1981 wurde sie durch die Kirche Im Suteracher der reformieren Kirchgemeinde ersetzt.

## Die zweite Kirche Heilig Kreuz

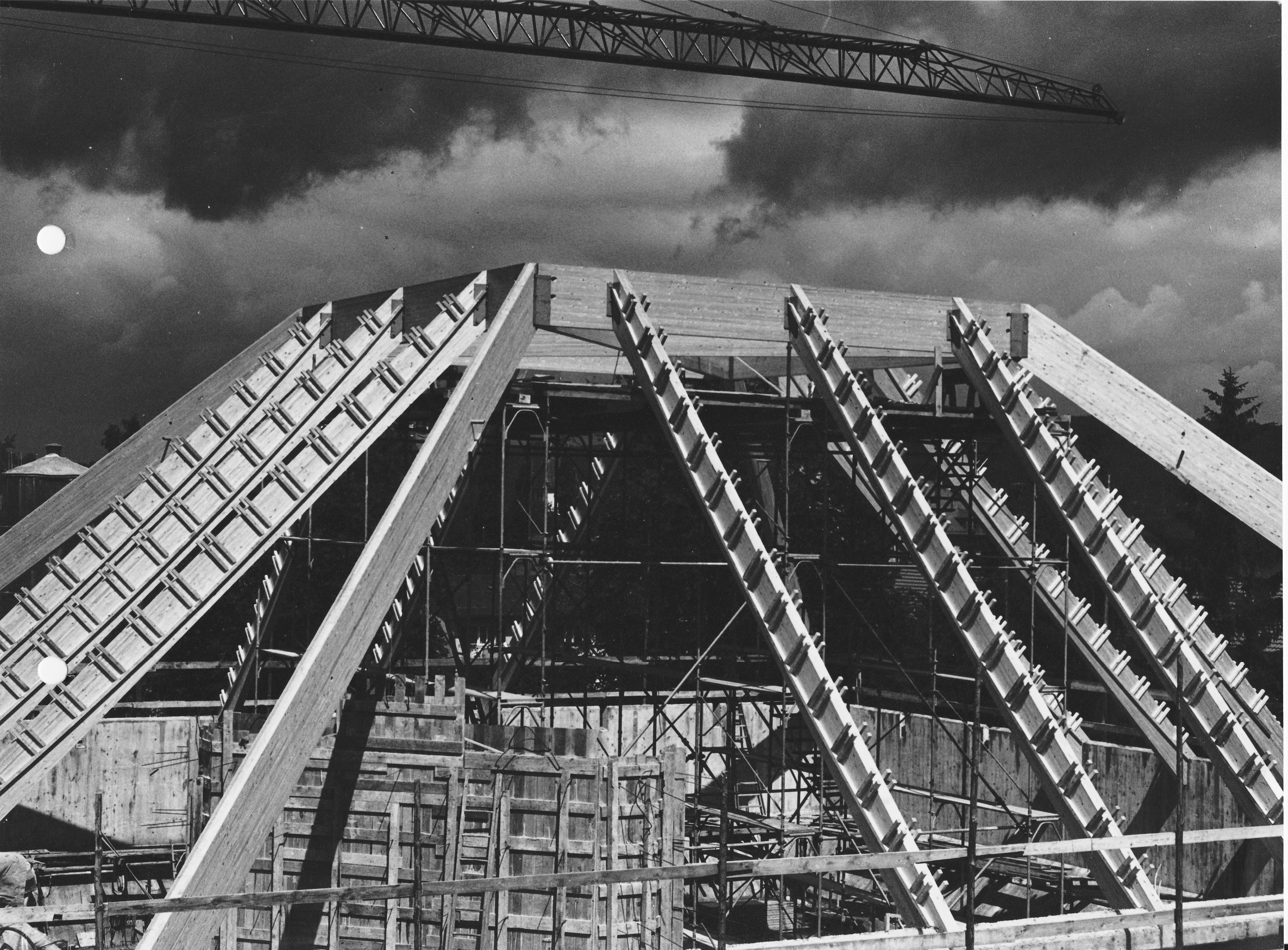
Dach der neuen Kirche im Bau 1978

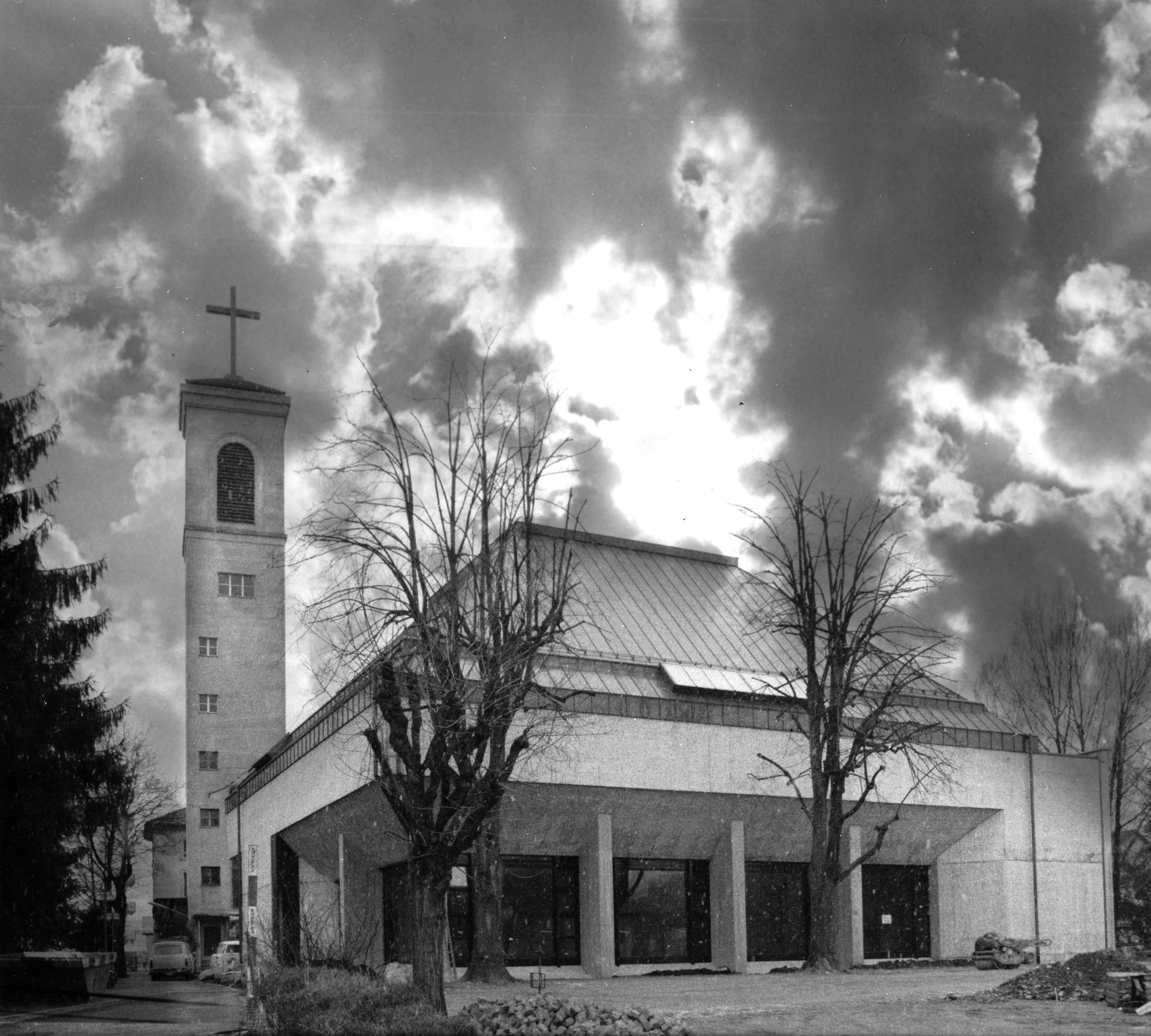
Neu erbaute Kirche nach 1979

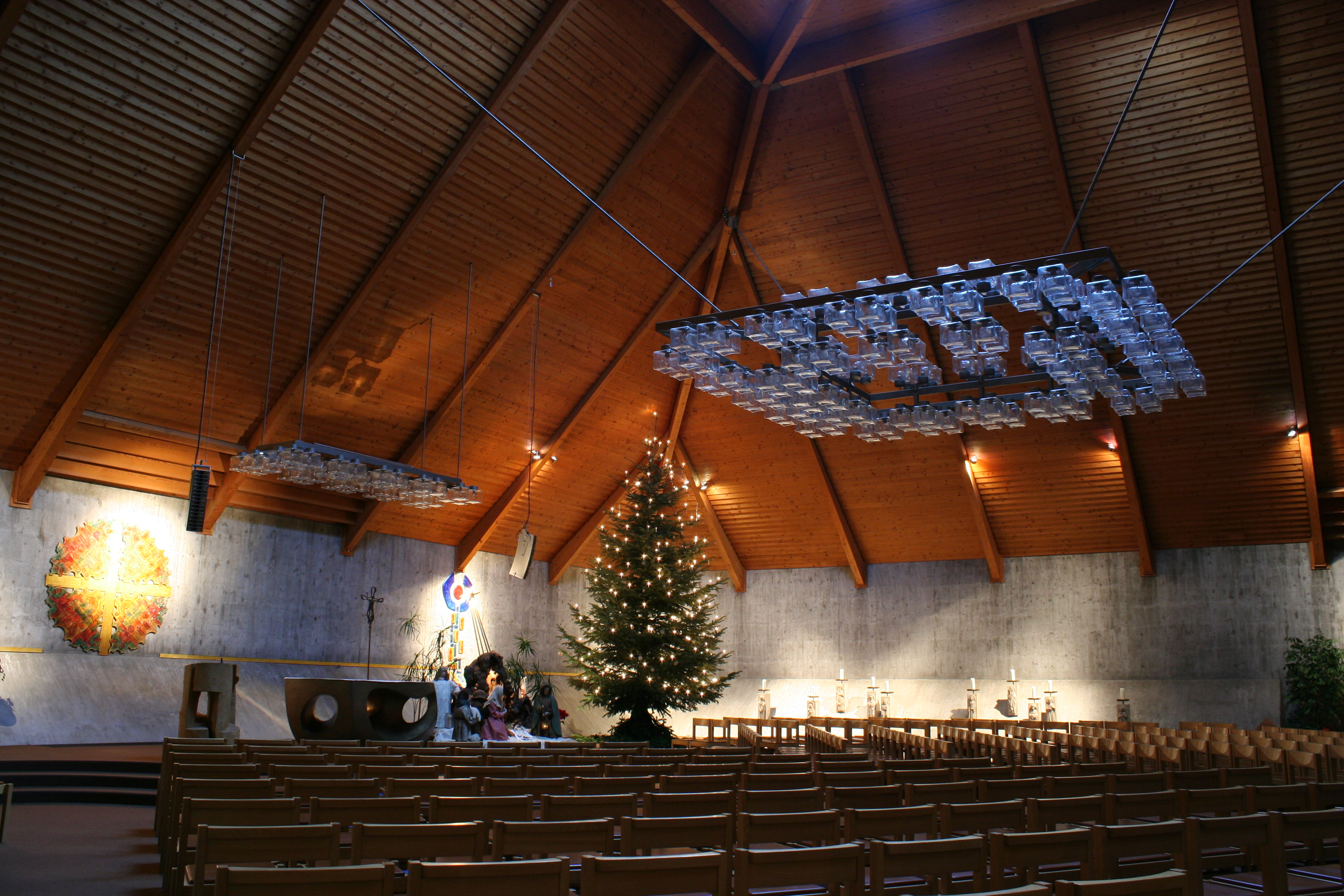
Innenansicht an Weihnachten

Die in den Jahren 1977–1979 vom ungarischen Architekten Dezsö Ercsi erbaute Kirche wurde als Arche mit den von aussen gut sichtbaren Stützpfeilern konzipiert. Durch vertikale Rillen im Sichtbeton und im Kupferdach wird der vertikale Akzent verstärkt. Als Gegenbewegung wird die horizontale Linie durch die hervortretende Kirchenwand in der Mitte des Baukörpers hervorgehoben. Die eigentliche Kirche befindet sich im Obergeschoss des dezent konzipierten Baus. Im Erd- und im Untergeschoss befinden sich verschiedene Räumlichkeiten, die dem Pfarreileben dienen. Über eine breite Treppe oder über eine Wendeltreppe gelangt man in die Kirche im Obergeschoss. Der pyramidenförmige Baukörper und die Lichtführung mittels eines großen, zentralen Lichtschachtes im Kupferdach erhält der Kirchenraum seine Atmosphäre.
Die künstlerische Innenausstattung der Kirche stammt fast ausschliesslich von Albert Wider (1910–1985) aus Widnau SG und lässt sich in zwei Zeitabschnitte gliedern:

### Ältere Kunstgegenstände
Diese wurden für die Neugestaltung der Vorgängerkirche in den Jahren 1956–1957 geschaffen. Aus der Vorgängerkirche stammen die Propheten- und Heiligenfiguren, die einst Elemente des Hauptaltars und des Kommunionbanks waren, heute aber im Kirchenraum als eigenständige Plastiken gruppiert sind; des Weiteren der Tabernakel und die Holzskulpturen, die in der alten Kirche den Haupt- und die beiden Seitenaltäre prägten (Kruzifix, Muttergottes mit Jesuskind und Hl. Josef mit dem heranwachsenden Jesus), sowie eine vierte Holzskulptur, die den Hl. Antonius mit dem Antoniusbrot darstellt. Die Kreuzwegstationen, die heute in der Werktagskapelle angebracht sind, stammen ebenfalls aus der Vorgängerkirche und sind Kopien nach Martin von Feuerstein, deren Originale in der Annakirche in München hängen.

### Jüngere Kunstgegenstände
Für die neue Kirche von 1978 schuf Albert Wider folgende Werke aus Bronze: den Haupt- und den Seitenaltar, die Türgriffe der Kirchenportale, den Taufbrunnen in der Kirche sowie die Glasfenster im grösseren der beiden Treppenhäuser. Nach Widers Tod erstellte der Künstler Pablo Rossi den Ambo aus Holz. Die beiden Emailbilder Himmlisches Jerusalem hinter dem Altar und die Taufplastik hinter dem Taufbrunnen wurden von Willy Charles Erismann (1920–1989), Zürich-Altstetten gestaltet. So stellt der rote Punkt die Liebe Gottes dar. Daraus fliesst symbolisch Jesus Christus als lebendiges Wasser – blaue Elemente – in den Taufbrunnen – umgeben vom Heiligen Geist, den goldenen Elementen. Vom Taufbrunnen führt als weiteres Zeichen die «goldene Strasse» – am Auferstehungskreuz vorbei – zur Vollendung im himmlischen Jerusalem.

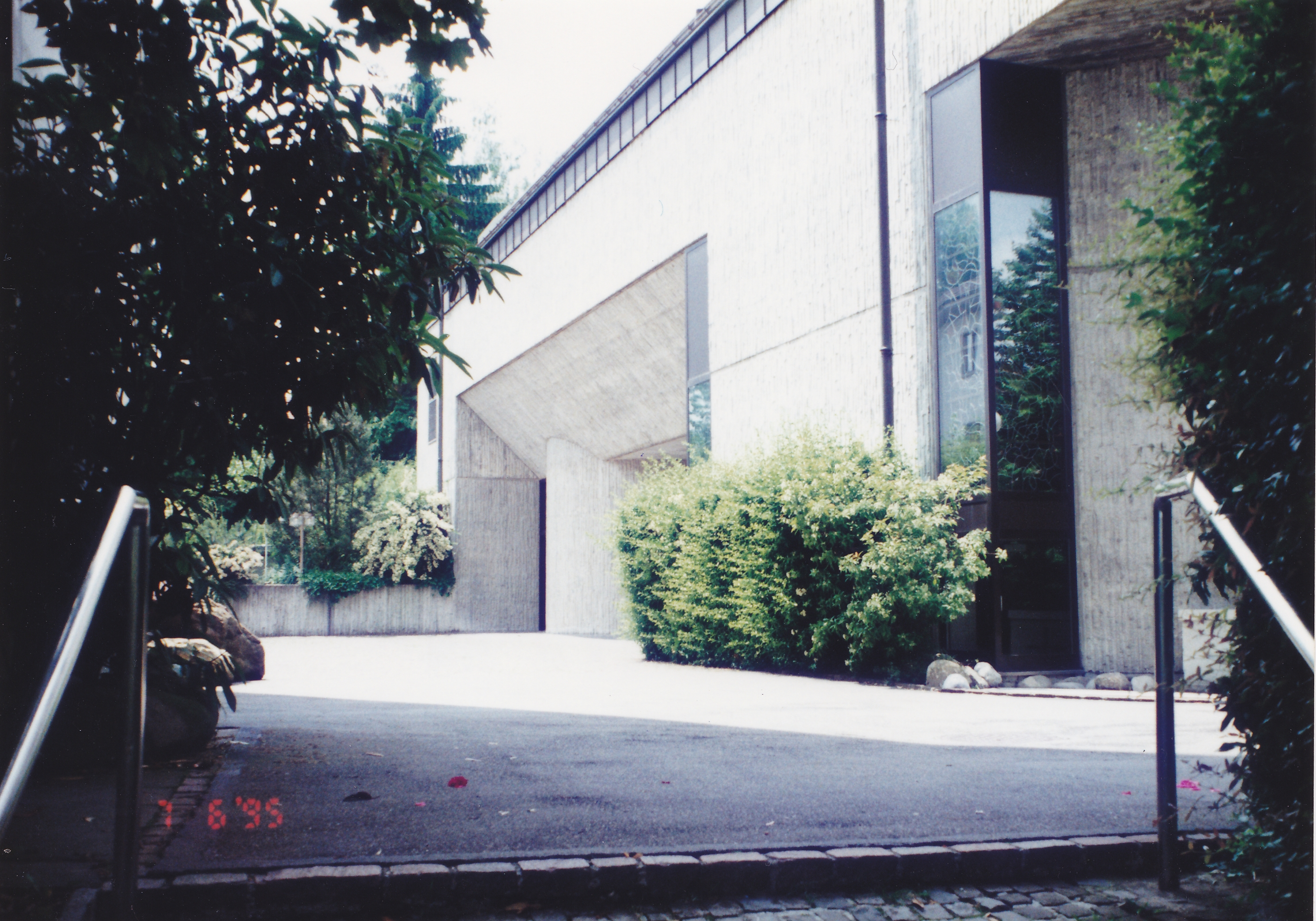
Zugang zur Kirche von der Luggwegstrasse
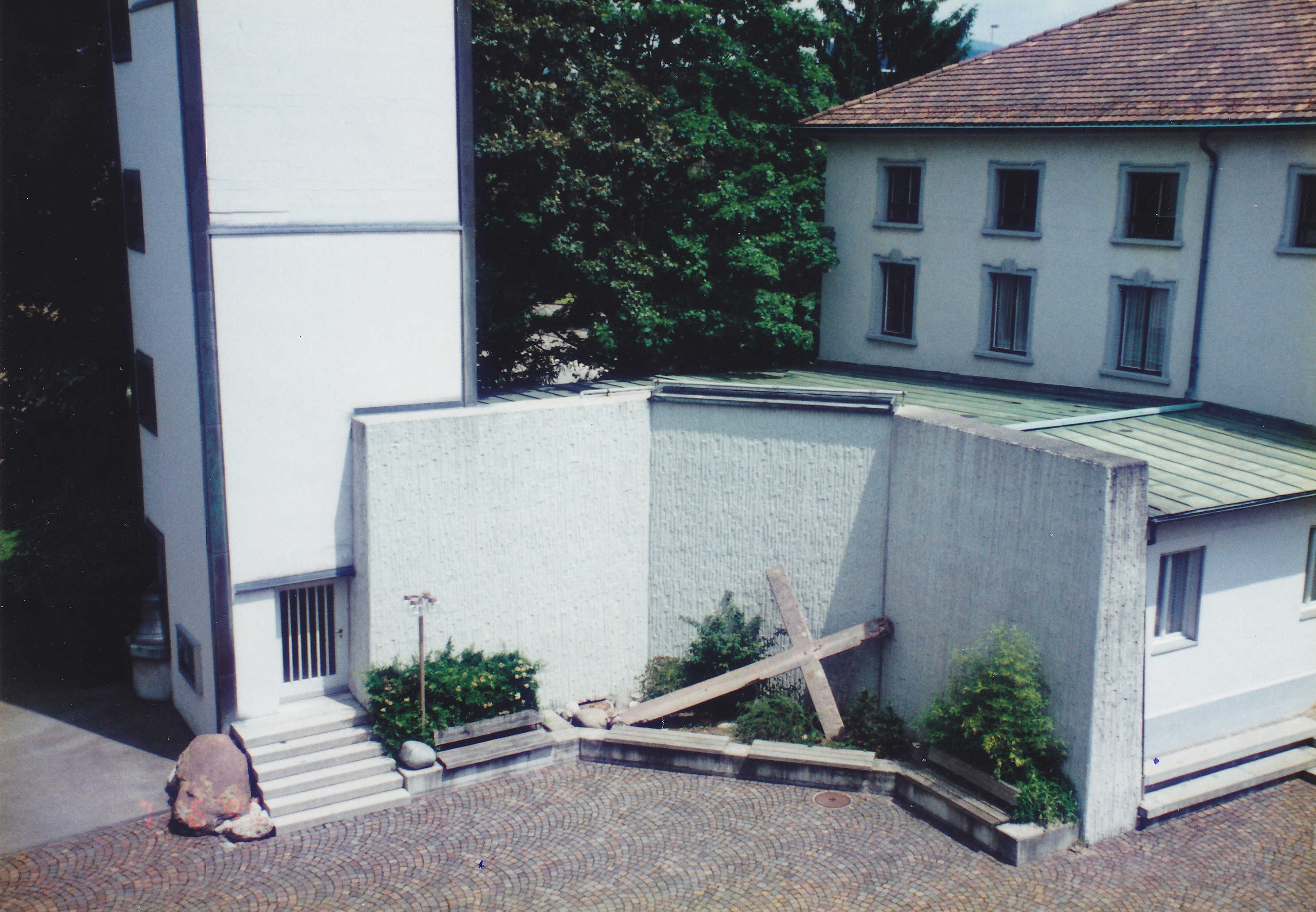
Vorplatz der Kirche vor Abbruch des Vereinshauses 1979–1997
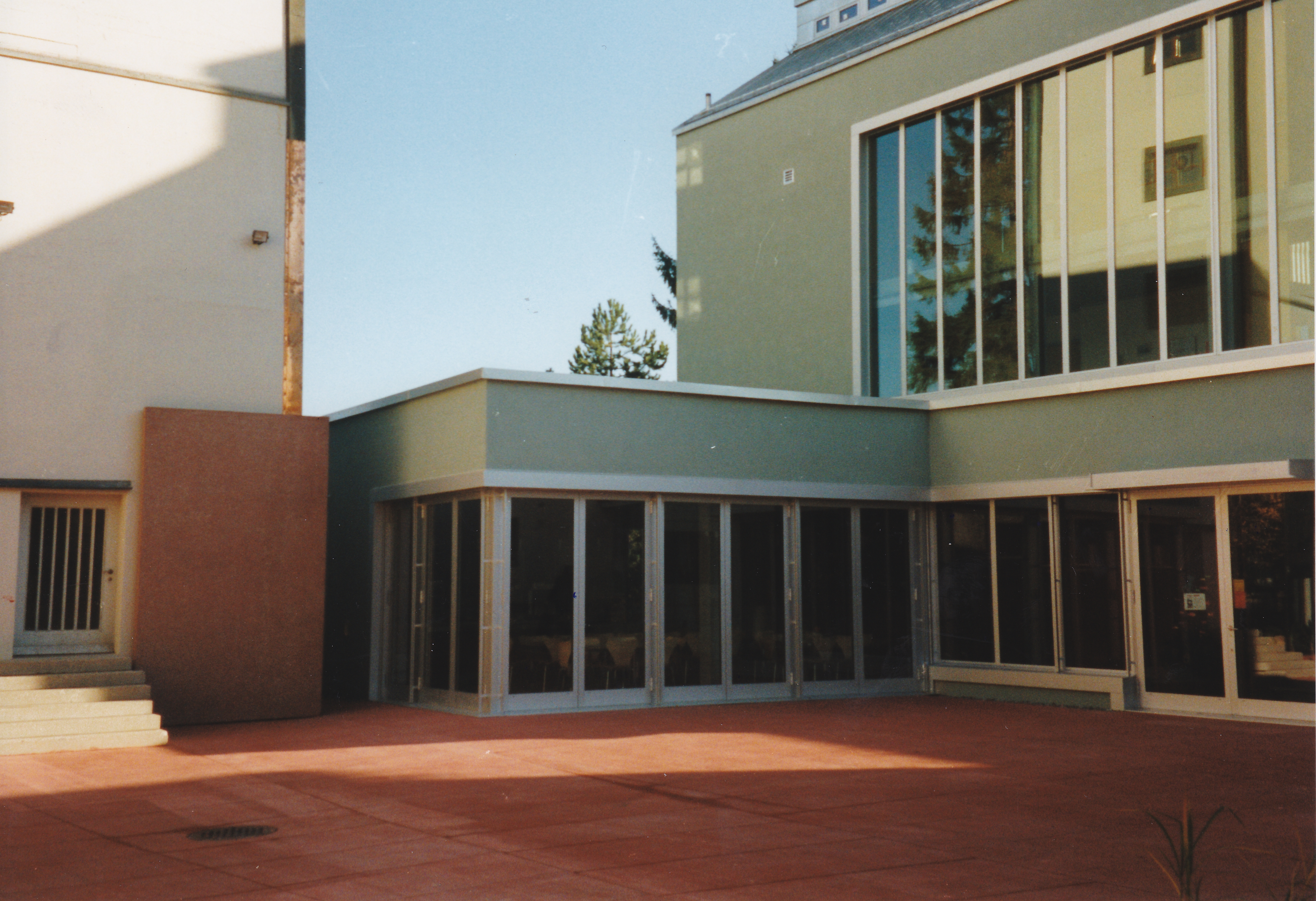
Roter Kirchplatz mit Begegnungshaus nach 1997
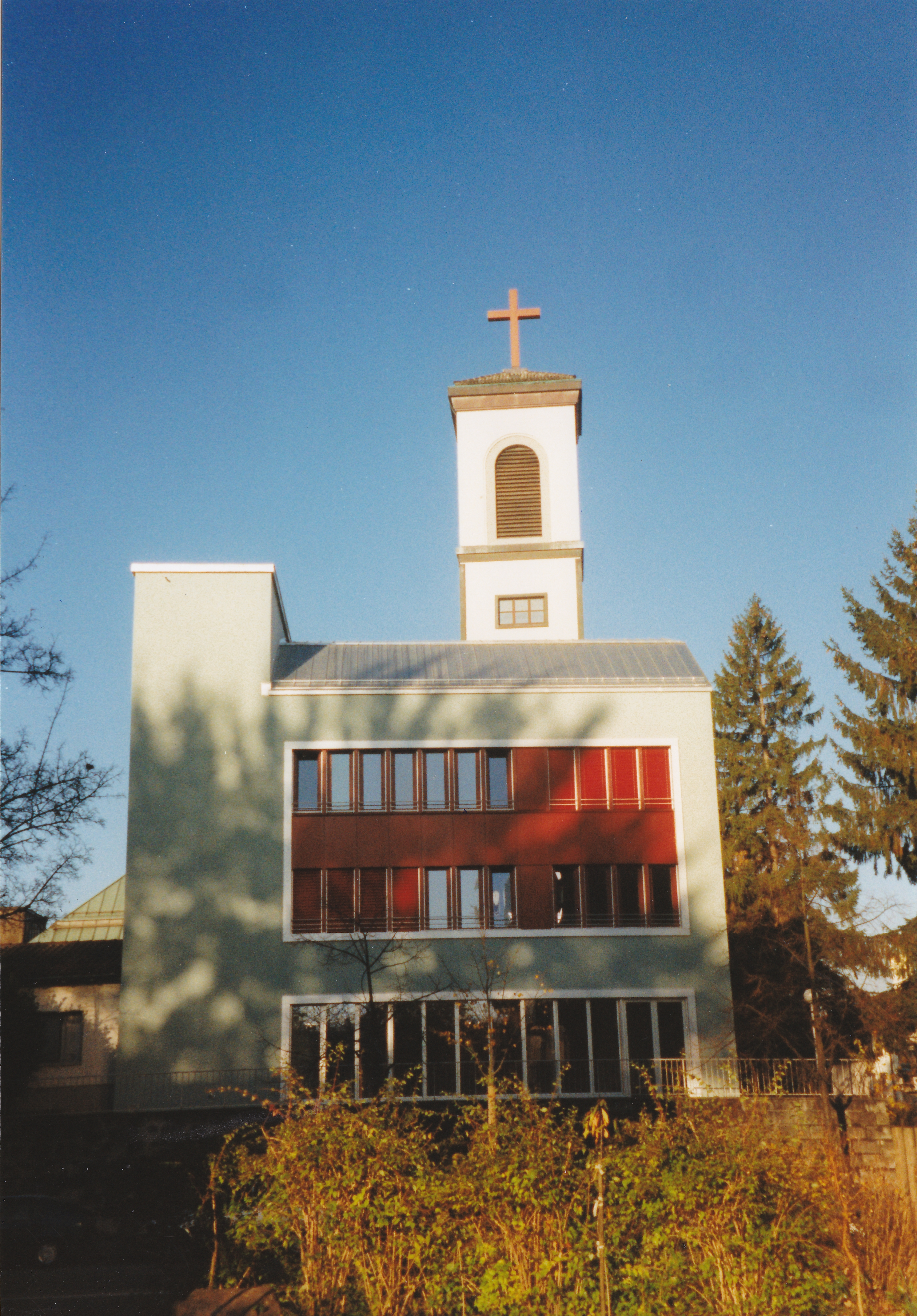
Begegnungshaus und Kirchturm nach 1997

### Orgel

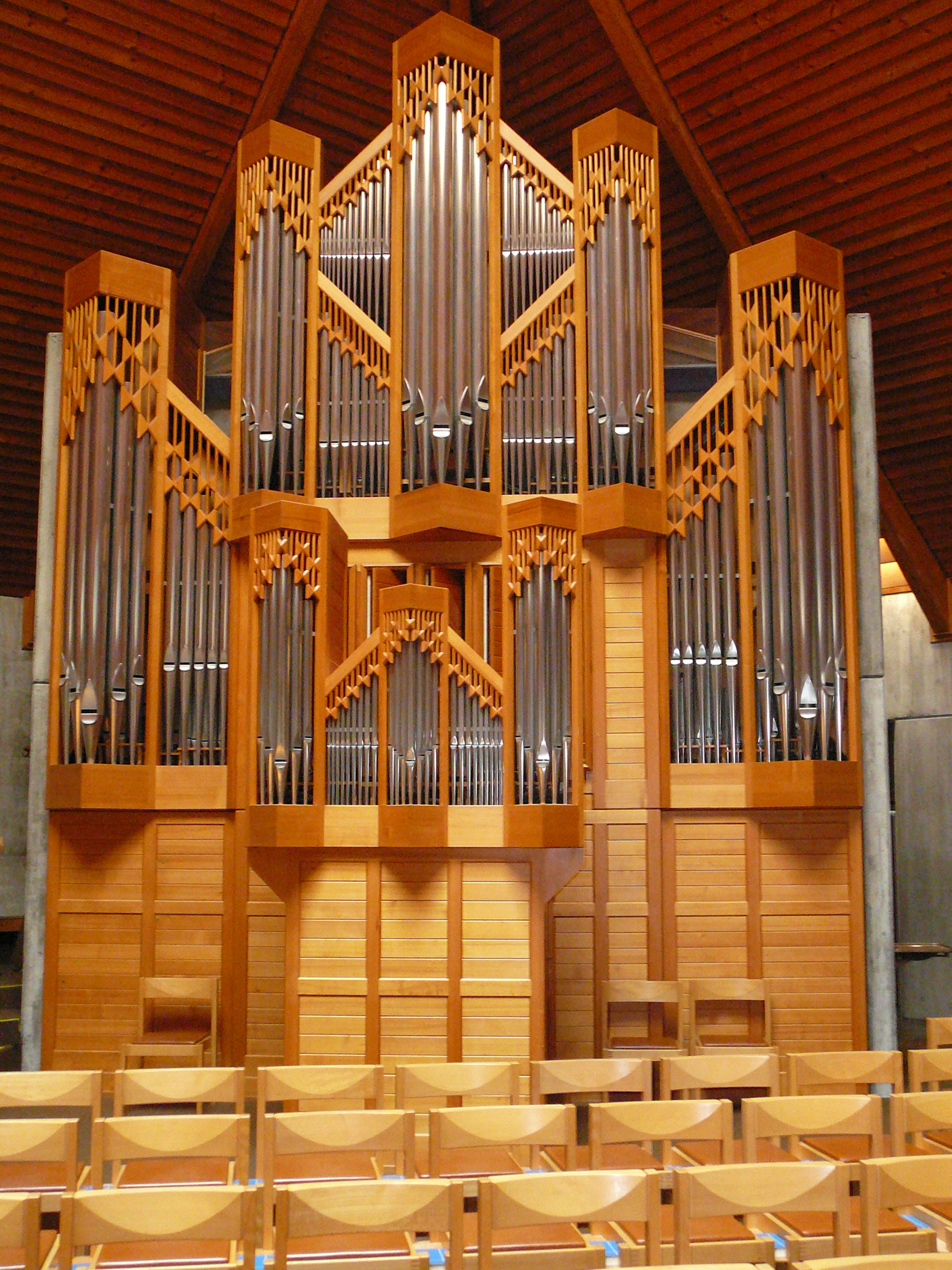
Mathis-Orgel von 1981

Die dreimanualige Orgel mit 35 Registern und mechanischer Spiel- und Registertraktur wurde im Jahr 1981 von der Firma Mathis, Näfels, erbaut und am 12. April 1981 eingeweiht.
Disposition:
| I Rückpositiv C–g3 |       |
| Holzgedackt        | 8′    |
| Praestant          | 4′    |
| Spitzgedackt       | 4′    |
| Principal          | 2′    |
| Quinte             | 1 ⁄3′ |
| Octave             | 1′    |
| Cymbel III–IV      | 2⁄3′  |
| Vox humana         | 8′    |
| Tremulant          |       |

| II Hauptwerk C–g3 |       |
| Quintade          | 16′   |
| Principal         | 8′    |
| Rohrgedackt       | 8′    |
| Gambe             | 8′    |
| Voce umana        | 8′    |
| Octave            | 4′    |
| Spitzflöte        | 4′    |
| Octave            | 2′    |
| Sesquialtera II   | 2 ⁄3′ |
| Mixtur III–IV     | 1 ⁄3′ |
| Trompete          | 8′    |

| III Schwellwerk C–g3 |        |
| Bourdon              | 8′     |
| Principal            | 4′     |
| Traversflöte         | 4′     |
| Nasat                | 2 ⁄3′  |
| Hohlflöte            | 2′     |
| Terz                 | 1 3⁄5′ |
| Mixtur IV–V          | 2′     |
| Dulcian              | 16′    |
| Oboe                 | 8′     |
| Glockenspiel         |        |
| Tremulant            |        |

| Pedal C–f1 |       |
| Subbass    | 16′   |
| Principal  | 8′    |
| Pommer     | 8′    |
| Octave     | 4′    |
| Mixtur IV  | 2 ⁄3′ |
| Fagott     | 16′   |
| Zinke      | 8′    |

- Koppeln: III/II, I/II, I/P, II/P, III/P

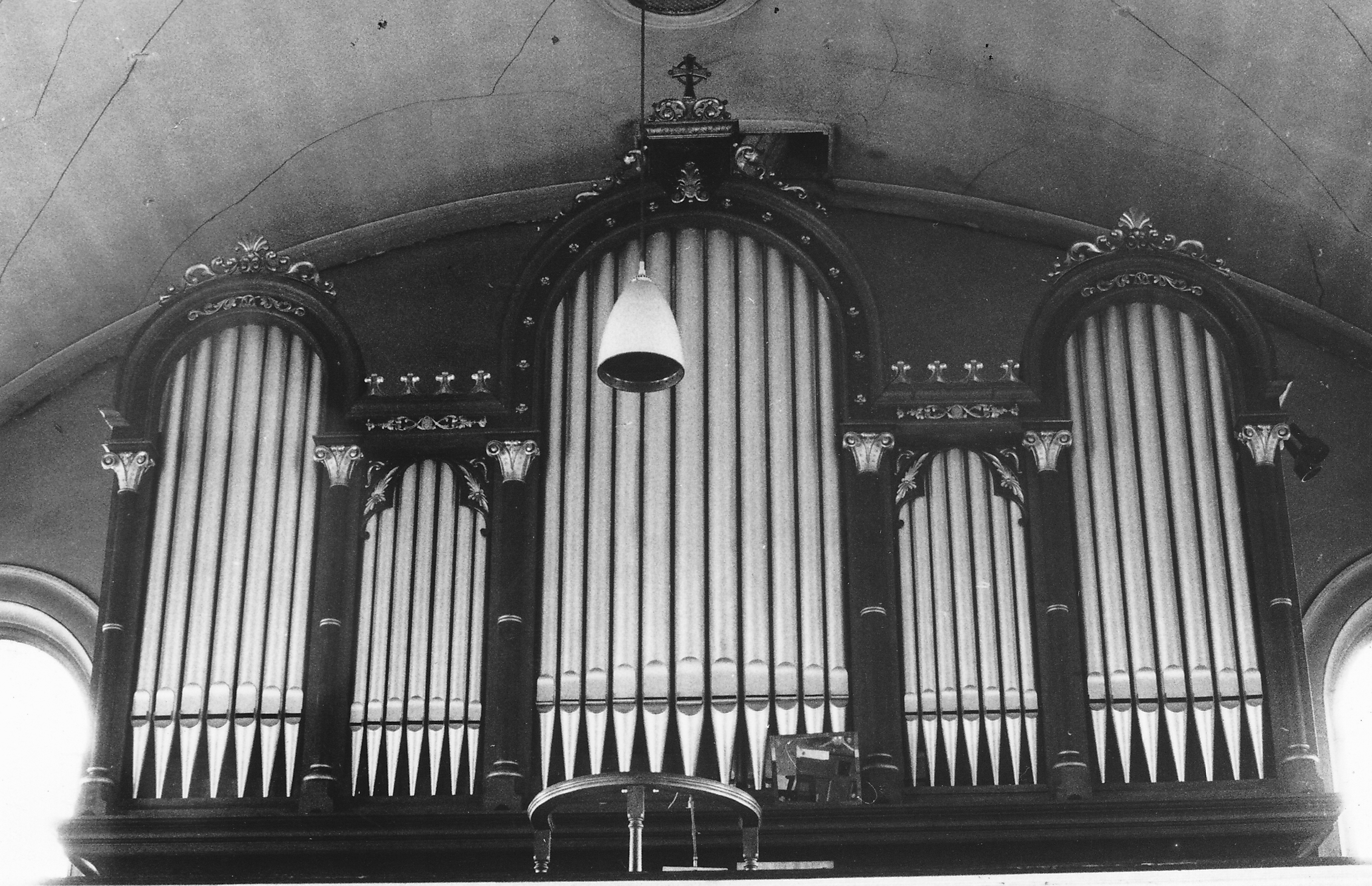
Pneumatische Späth-Orgel in alter Kirche bis 1977
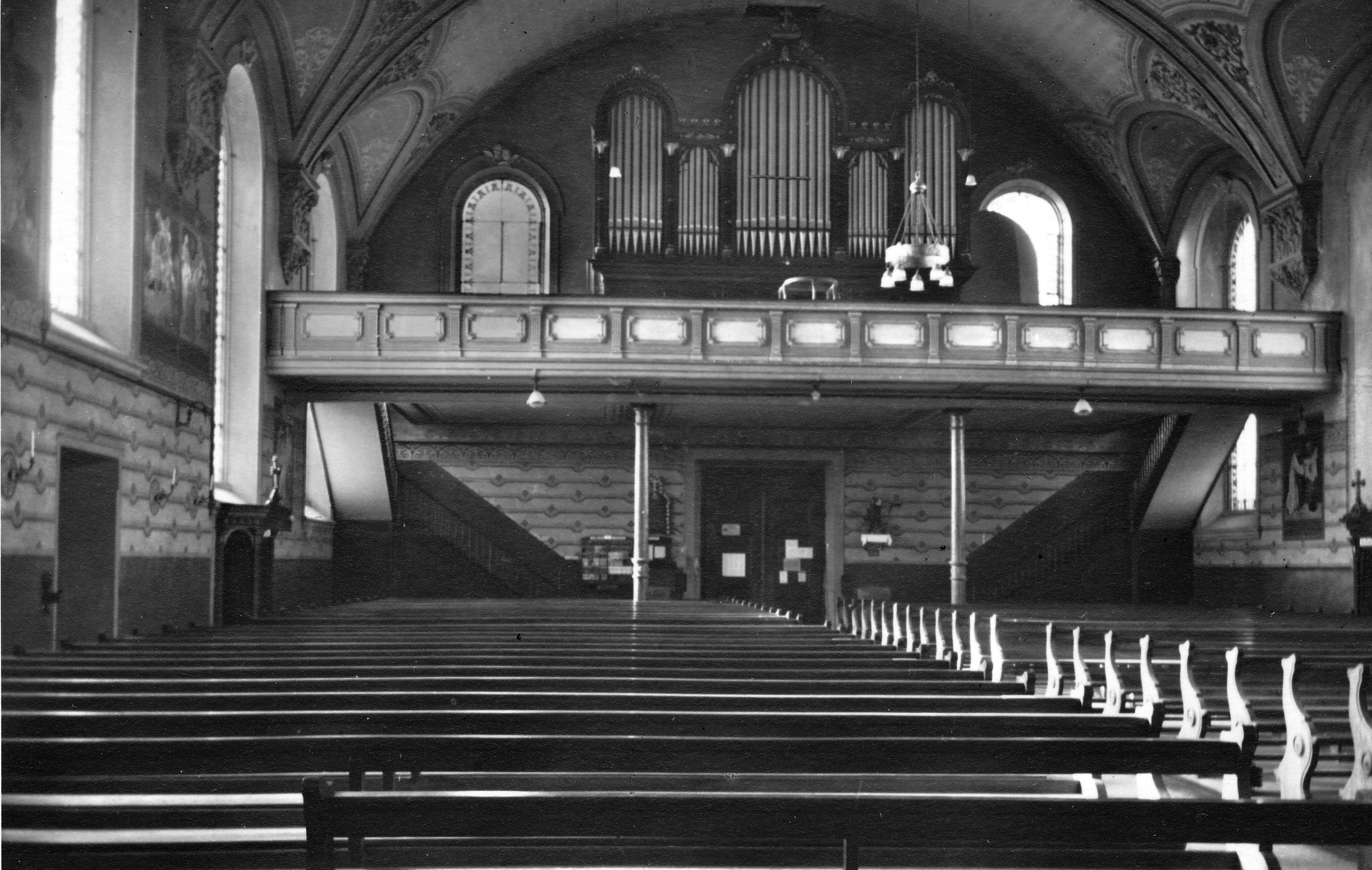
Orgelempore mit Späth-Orgel Ansicht vor 1956